# Baltrum
Baltrum – wyspa wchodząca w skład Wysp Wschodniofryzyjskich i jednocześnie gmina samodzielna (niem. Einheitsgemeinde) w Niemczech, w kraju związkowym Dolna Saksonia, w powiecie Aurich, leży na Morzu Północnym.